# Boris Bračulj
Boris Bračulj (Sinj, 4. kolovoza 1939. – 26. srpnja 2019.), hrvatski nogometni trener i bivši igrač, koji je karijeru napravio u Bosni i Hercegovini.

## Igrač
Nogomet zaigrao u Junaku iz rodnog Sinja 1954. godine. Već godinu zatim preselio je u sarajevsko predgrađe Ilidžu gdje je nastavio trenirati u tamošnjem Igmanu. Igrao je za mladež Igmana sve dok 1957. nije ušao u prvu momčad. Igrao je također i za zenički Čelik. Uslijedio je odlazak u Željezničar iz Sarajeva 1963. godine, za koji je odigrao 97 ligaških utakmica i postigao 18 pogodaka. Aktivnu igračku karijeru okončao je 1969. godine. 

## Trener
U nogometu je ostao kao trener. Smatra ga se jednim od najboljih bh. nogometnih kondicijskih trenera. Radio je sa Željezničarovim mladim sastavima, zatim i kao glavni trener Jedinstva iz Bihaća, Iskre iz Bugojna i Leotara iz Trebinja. Godine 1978. postao je pomoćnikom Ivici Osimu u Željezničaru. Bio je i Željezničarov glavni trener u dva navrata.

## Smrt
Bračulj je preminuo 26. srpnja 2019. godine u 79. godini života.